# Pozo de Almoguera
Pozo de Almoguera település Spanyolországban, Guadalajara tartományban. Pozo de Almoguera Almoguera és Albares községekkel határos. Lakosainak száma 109 fő (2024).

## Népesség
A település népessége az utóbbi években az alábbiak szerint változott:
| Lakosok száma | 170  | 154  | 151  | 128  | 122  | 99   | 97   | 105  | 104  | 109  |
|               | 2001 | 2004 | 2006 | 2009 | 2011 | 2014 | 2016 | 2019 | 2021 | 2024 |